# Station Sarnów
Station Sarnów is een spoorwegstation in de Poolse plaats Sarnów.